# Zieten (Schiff, 1903)
Die Zieten war ein 1903 gebautes Passagierschiff und Reichspostdampfer des Norddeutschen Lloyd. 1914 wurde sie in Mosambik interniert, 1916 beschlagnahmt und als Tungue für die Versorgung der Entente eingesetzt. 1917 versenkte das deutsche U-Boot UB 51 den Dampfer.

## Bau und technische Daten
Als Typschiff der elf Einheiten umfassenden Feldherren-Klasse hatte der Norddeutsche Lloyd den Neubau bei den Schichau-Werken in Danzig bestellt, um die Wirtschaftlichkeit seines Ostasiendienstes zu verbessern. Die zuvor eingesetzten Schiffe der Barbarossa-Klasse waren zu groß und zu schnell, die kleinere Feldherren-Klasse und damit auch die Zieten konnten wirtschaftlicher betrieben werden.
Unter der Baunummer 692 wurde der Neubau in Danzig auf Kiel gelegt, lief am 12. Juli 1902 vom Stapel und wurde auf den Namen Zieten nach dem preußischen Husarengeneral Hans Joachim von Zieten getauft. Sie war 143,15 Meter lang, 16,90 Meter breit und hatte einen Tiefgang von 8,53 Metern. Sie war mit 8066 BRT bzw. 6320 NRT vermessen und hatte eine Tragfähigkeit von 9000 Tonnen. Zwei Dreifach-Expansions-Dampfmaschinen der Werft erzeugten 6500 PSi und ermöglichten über zwei Schrauben eine Geschwindigkeit von 14,0 Knoten. Ihre Unterkünfte boten 2380 Passagieren Platz, davon 107 in der Ersten, 103 in der Zweiten und 130 in der Dritten Klasse sowie 2040 im Zwischendeck. Die Besatzung bestand aus 190 Mann.

## Geschichte

### Zietendes Norddeutschen Lloyd (1903–1916)
Mit der Ablieferung an den Norddeutschen Lloyd am 15. Januar 1903 wurde Bremen Heimathafen der Zieten. Bereits am 25. Januar 1903 lief sie von Bremerhaven zur Jungfernfahrt nach New York aus. Die Reederei setzte das Schiff als Reichspostdampfer ein, jedoch wechselten die Routen zwischen dem Fernen Osten, Australien und Nordamerika.
Nach der Jungfernfahrt folgte am 13. April 1903 die erste Reise von Bremerhaven nach Ostasien und am 25. November 1903 die erste Reise von Bremerhaven nach Australien. Bis 1914 setzte die Reederei sie dann wechselnd auf der Route nach Ostasien und Australien ein, unterbrochen von insgesamt acht Fahrten über den Nordatlantik zwischen 1907 und 1912. Von diesen führten sechs nach New York und jeweils eine nach Portland und Montreal.
Bei Kriegsbeginn im August 1914 war die Zieten auf der Heimreise von Australien und befand sich im Indischen Ozean. Am Ausgang des Persischen Golfes traf sie mit dem Kleinen Kreuzer Königsberg, den von diesem aufgebrachten britischen Frachter City of Winchester, der Somali, der Goldenfels und der Ostmark zusammen. Die erwogene Ausrüstung der Zieten zum Hilfskreuzer unterblieb, weil diese kaum über Kohle verfügte und mit der von der Königsberg beschafften Kohle erst in die Lage versetzt wurde, das noch neutrale Portugiesisch-Ostafrika anzulaufen. Nachdem die Zieten Kohlenvorräte von der City of Winchester übernommen hatte, wurde diese versenkt. Anschließend fuhr die Zieten nach Lourenço Marques, ließ sich dort am 5. September 1914 internieren und wurde aufgelegt.

### Tungueder Transportes Maritimos Do Estado (1916–1917)
In Lourenço Marques waren schließlich vier, in ganz Portugiesisch-Ostafrika sieben und allen portugiesischen Häfen schließlich über siebzig deutsche Passagier- und Frachtschiffe versammelt. Auf Drängen Großbritanniens veranlasste die portugiesische Regierung die Beschlagnahme dieser Schiffe am 23. Februar 1916. Darauf erfolgte die deutsche Kriegserklärung an Portugal am 9. März 1916. Die beschlagnahmten Schiffe wurden der neugegründeten Staatsreederei Transportes Maritimos do Estado zugewiesen. Die Zieten erhielt den Namen Tungue nach der gleichnamigen Bucht vor der Stadt Palma im Norden Mosambiks.
Wie die anderen beschlagnahmten Schiffe wurde die Tungue zur Unterstützung der Kriegsanstrengungen der Entente eingesetzt. Dabei wurde sie – wie zwei Drittel der beschlagnahmten Schiffe – für Truppen- und Materialtransporte an Großbritannien verchartert. Bei einem dieser Transporte war sie im Konvoi von Karatschi nach Milos unterwegs und wurde am 27. November 1917 im Mittelmeer vom deutschen U-Boot SMS UB 51 etwa 120 Meilen nordwestlich von Port Said mit einem Torpedo angegriffen und versenkt.